# Gigavatna ura
Gigavátna úra (oznaka GWh) je fizikalna enota za delo in energijo, enaka 3.600.000.000.000 J. Ena gigavatna ura ustreza delu, ki ga opravi porabnik z močjo 1 GW v času 1 ure, torej 3600 s. Mednarodni sistem enot uvršča enoto med nedovoljene, še naprej pa se uporablja pri prikazovanju proizvodnje energije večjih proizvajalcev gl. Termoelektrarna Šoštanj.